# 上野淳次
上野 淳次（うえの じゅんじ、1944年 - ）は日本の実業家。学校法人上野学園創始者。上野学園理事長。

## 経歴
- 1944年（昭和19年） 広島県広島市に生まれる。
- 1966年（昭和41年） 広島商科大学（現広島修道大学）商学部商業学科卒業。広島経理研究所（現広島会計学院電子専門学校）を開設。
- 1977年（昭和52年） 私財を投入し『学校法人上野学園』創立。同学校法人理事長に就任。
- 2001年（平成13年） 社団法人全国経理学校協会（現社団法人全国経理教育協会）理事長に就任（2003年（平成15年）6月まで）。

## 学校法人上野学園
広島県内に7つの専門学校を経営している。